# Guinea vasúti közlekedése
Guinea vasúthálózatának hossza 1086 km, melyből 807 km 1000 mm nyomtávolságú, 279 km pedig 1435 mm nyomtávolságú. Az ország hálózata két részből áll, amik nem kapcsolódnak egymáshoz. Villamosított vasútvonalak nincsenek az országban. A vasút legfontosabb feladata, hogy az ország belsejéből az ásványkincseket a kikötőbe szállítsa. Legjelentősebb teheráruk: vasérc, bauxit, kőolajtermékek és szóda. A vasútvonalak nagyobb részét külföldi (orosz, brazil) bányatársaságok üzemeltetik.
Nemzeti vasúttársasága a Office National des Chemins de Fer de Guinée (ONCFG), mely 1957 júniusában alakult.

## Vasútvonalak
Az országban két vasútvonal van, amik nem kapcsolódnak egymáshoz.
- Kamsar - Kolaboui - Sangarédi
- Conakry - (leágazás Fria felé) - Kindia - Mamou - Dabola (leágazás Tougué felé) - Kouroussa - Kankan

Mindkét vasútvonal főként bauxit, illetve alumínium szállítást végez.

## Vasúttársaságok
Az országban három vasúttársaság üzemel:
- Chemin de fer de Guinée (ONCFG)
- Chemins de fer de la Compagnie des Bauxites de Guinée - Chemin de fer Conakry (CBG)
- Chemin de fer de Boké

## Vasúti kapcsolata más országokkal
Jelenleg nincs vasúti kapcsolata egyetlen szomszédos országgal sem.